# Spilosoma melanocephala
Spilosoma melanocephala là một loài bướm đêm thuộc phân họ Arctiinae, họ Erebidae.